# Bombus auricomus
Bombus auricomus es una especie de abejorro de la familia Apidae. Es nativo del este de Norteamérica, incluyendo Ontario y Saskatchewan en Canadá y gran parte del este de los Estados Unidos, tan al oeste como las Grandes Llanuras.
De tamaño grande, reina de 20 a 25 mm, macho de 17 a 20 mm, obrera de 18 a 20 mm. Es considerado un mímico mulleriano de B. pensylvanicus.
Esta especie crea nidos sobre el suelo en pastizales y otros tipos de hábitats abiertos. Se alimenta de muchos tipos de plantas, incluyendo cardos, tréboles de pradera, delphiniums, cardones, equináceas, bergamota y vicias.
Anteriormente se pensaba que esta especie era coespecífica con el abejorro de Nevada (B. nevadensis), pero ahora se consideran especies separadas.